# Speed 2: Cruise Control
Speed 2: Cruise Control is een Amerikaanse actie- en dramafilm uit 1997 van Jan de Bont. De hoofdrollen zijn voor Sandra Bullock, Willem Dafoe, Temuera Morrison en Jason Patric. Het is een vervolg op Speed hoewel Keanu Reeves, hoofdrolspeler in de eerste film, ervoor koos om niet mee te spelen.
De film kwam in de zomer van 1997 uit en werd toen over het algemeen slecht bekritiseerd en gezien als een flop. Desondanks bracht Speed 2: Cruise Control wereldwijd een bedrag van $164.508.066 op, veel meer dan het budget van $110.000.000.
De film werd zeven keer genomineerd voor een Golden Raspberry Award en won er een.

## Verhaal
Nadat Geiger door zijn voormalig werkgever aan de kant gezet is, neemt Geiger de controle van het cruiseschip 'Seabourn Legend' over. Hij blijkt een software-ontwikkelaar te zijn die programma's voor schepen ontwikkelt, door een ziekte is hij ontslagen en nu wil hij wraak. Nadat hij het schip heeft verlaten, stuurt hij het richting een tanker. Het lukt Alex op het laatste moment om het schip een andere richting op te sturen: het vaart recht op een havenstad af en komt in het midden van het centrum tot stilstand.
Geiger vlucht met behulp van een vliegtuig. Hij strandt echter op de tanker en komt om in een explosie.

## Rolverdeling
| Acteur             | Personage              |
| ------------------ | ---------------------- |
| Hoofdrollen        |                        |
| Sandra Bullock     | Annie Porter           |
| Willem Dafoe       | John Geiger            |
| Jason Patric       | Alex Shaw              |
| Temuera Morrison   | Juliano                |
| Bijrollen          |                        |
| Brian McCardie     | Merced                 |
| Christine Firkins  | Drew                   |
| Michael G. Hagerty | Harvey                 |
| Colleen Camp       | Debbie                 |
| Joe Morton         | Lt. Herb 'Mac' McMahon |

## Prijzen en nominaties
De film werd in 1998 zeven keer genomineerd voor een Golden Raspberry Award en won er één:

Prijs
- Slechtste vervolg op een film

Nominaties
- Slechtste actrice: Sandra Bullock
- Slechtste regisseur: Jan de Bont
- Slechtste song: "My Dream"
- Slechtste film: Jan de Bont
- Slechtste filmkoppel: Sandra Bullock en Jason Patric
- Slechtste scenario: Randall McCormick, Jeff Nathanson en Jan de Bont
- Slechtste bijrol: Willem Dafoe

## Achtergrond
- Een schip met een omvang als die van de Seabourn Legend kan onmogelijk door mankracht worden bestuurd met de boegschroef zoals in de film gebeurt.

## Trivia
- Voor de film werd het cruiseschip Seabourn Legend gebruikt.
- In de film Speed werd de achternaam van Annie nooit genoemd; in Speed 2 blijkt ze Porter te heten.
- De olietanker waar het cruiseschip tegenaan dreigt te gaan, heeft de naam Eindhoven Lion, vernoemd naar Jan de Bonts geboorteplaats Eindhoven.